# Dieter Eckardt
Dieter Eckardt (* 28. März 1938 in Weimar; † 9. Mai 2018 ebenda) war ein deutscher Germanist und Museumsdirektor in Weimar.

## Leben
Eckhardt legte 1956 das Abitur an der EOS „Friedrich Schiller“ in Weimar ab. Danach absolvierte er ein Studium an der Hochschule und war er bis 1969 Deutschlehrer und erhielt 1969 eine Aspirantenstelle in Berlin. Eckardt wurde 1973 in Berlin promoviert. Von 1973 bis 1977 war er wissenschaftlicher Oberassistent an der Friedrich-Schiller-Universität Jena. Im Rahmen dieser Tätigkeit arbeitete er von 1974 bis 1976 in Mali. Er war Direktor des Goethe-Nationalmuseums von 1978 bis zum 30. Oktober 1990 und damit Nachfolger von Willi Ehrlich, der 1977 verstarb. Er war verantwortlich für die Neugestaltung des Museums das anlässlich Goethes 150. Todestages mit der international beachteten Faust-Ausstellung 1982 eröffnet wurde. Das 1988 eröffnete Schillerhaus Weimar, der einzige Museumsneubau in der DDR, ist ihm auch mit zu verdanken. Unter ihm kam es 1982 zur Wiedergründung des Freundeskreises Goethe-Nationalmuseum e. V. Eckardt schrieb auch eine Geschichte der Einrichtung. Nach 1990 war er Direktor des Schloss Wilhelmsburg in Schmalkalden bis 2003. Auch dieses schlug sich in seinen Publikationen nieder.
Eckardt war verheiratet und hatte zwei Kinder, darunter die Politikerin Simone Raatz (* 1962).

## Publikationen (Auswahl)
- Die literarische Gestaltung der Arbeiterklasse in der sozialistisch-realistischen Prosa der DDR: einige Tendenzen in d. neuesten Entwicklung, Berlin, Inst. für Gesellschaftswiss. beim ZK d. SED, Diss. A, 1973.
- Goethe-Nationalmuseum Weimar, Westermann, Braunschweig 1988.
- mit Willy Handrick: Goethe-Nationalmuseum, Weimar. Edition Leipzig, Leipzig 1988, ISBN 3-361-00211-7
- 1125 Jahre Schmalkalden, Stadt Schmalkalden, Arbeitsgruppe "Festschrift", 1999. ISBN 978-3-422-03066-4
- Schloss Wilhelmsburg in Schmalkalden, Deutscher Kunstverlag, München 1999.